# Categoría Primera A 2008
Die Categoría Primera A 2008, nach einem Sponsor Copa Mustang 2008 genannt, war eine aus Apertura und Finalización bestehende Spielzeit der höchsten kolumbianischen Spielklasse im Fußball der Herren. Die Apertura war die siebenundsechzigste und die Finalización die achtundsechzigste Austragung der kolumbianischen Meisterschaft. Aufsteiger war Envigado FC.
Meister der Apertura wurde Boyacá Chicó (erster Titel) und Meister der Finalización wurde América de Cali (dreizehnter Titel). Direkter Absteiger war Atlético Bucaramanga, während Envigado FC die Relegation spielen musste und diese gegen Deportivo Rionegro gewann.

## Modus
Es wurden zwei Meister ermittelt, einer für jede Halbserie. Jeder Halbserienmeister war automatisch für die Copa Libertadores qualifiziert. Ein dritter Platz wurde an den Verein vergeben, der nach der Zusammenzählung aller Punkte und Tore der Phasen 1 und 2 der ersten und der zweiten Halbserienmeisterschaft am höchsten stand. Sollte ein Verein beide Halbserienmeisterschaften gewinnen, so würde der zweite Teilnehmer an der Libertadores nach demselben Verfahren ausgewählt wie der dritte Teilnehmer. Ein Teilnehmer an der Copa Sudamericana wurde nach demselben Schema ermittelt wie der dritte Libertadores-Teilnehmer: der Verein, die in der Gesamtjahreswertung hinter diesem stand, war qualifiziert. Ein zweiter Verein wurde durch den Pokalwettbewerb bestimmt. Ein direkter Absteiger in die Categoría Primera B wurde durch eine gesonderte Abstiegstabelle bestimmt, die aus dem Durchschnitt der vergangenen drei Spielzeiten ermittelt wurde. Der Zweitletzte spielte eine Relegation gegen den Zweiten der zweiten Liga.

## Teilnehmer
Die folgenden Vereine nahmen an den beiden Halbserien der Spielzeit 2008, Apertura und Finalización, teil.
| Mannschaft             | Stadt             | Departamento       | Stadion                             | erste Saison in der Primera A |
| ---------------------- | ----------------- | ------------------ | ----------------------------------- | ----------------------------- |
| América de Cali        | Cali              | Valle del Cauca    | Pascual Guerrero                    | 1948                          |
| Atlético Bucaramanga   | Bucaramanga       | Santander          | Alfonso López                       | 1949                          |
| Atlético Huila         | Neiva             | Huila              | Guillermo Plazas Alcid              | 1993                          |
| Atlético Nacional      | Medellín          | Antioquia          | Atanasio Girardot                   | 1948                          |
| Boyacá Chicó           | Tunja             | Boyacá             | La Independencia                    | 2004                          |
| Cúcuta Deportivo       | Cúcuta            | Norte de Santander | General Santander                   | 1950                          |
| Deportes Quindío       | Armenia           | Quindío            | Centenario                          | 1952                          |
| Deportes Tolima        | Ibagué            | Tolima             | Manuel Murillo Toro                 | 1955                          |
| Deportivo Cali         | Cali              | Valle del Cauca    | Pascual Guerrero                    | 1948                          |
| Deportivo Pasto        | Pasto             | Nariño             | Departamental Libertad              | 1999                          |
| Deportivo Pereira      | Pereira           | Risaralda          | Hernán Ramírez Villegas             | 1949                          |
| Envigado FC            | Envigado Medellín | Antioquia          | Polideportivo Sur Atanasio Girardot | 1992                          |
| Independiente Medellín | Medellín          | Antioquia          | Atanasio Girardot                   | 1948                          |
| Junior                 | Barranquilla      | Atlántico          | Metropolitano Roberto Meléndez      | 1948                          |
| La Equidad             | Bogotá D.C.       | Bogotá             | Metropolitano de Techo              | 2007                          |
| Millonarios            | Bogotá D.C.       | Bogotá             | El Campín                           | 1948                          |
| Once Caldas            | Manizales         | Caldas             | Palogrande                          | 1948                          |
| Santa Fe               | Bogotá D.C.       | Bogotá             | El Campín                           | 1948                          |

## Apertura
In der ersten Phase spielten alle 18 Mannschaften im Ligamodus einmal gegeneinander, zusätzlich gab es einen Spieltag mit Clásicos, an dem Spiele mit Derby-Charakter ausgetragen wurden. Die ersten acht Mannschaften qualifizierten sich für die Finalrunde, die aus zwei Vierer-Gruppen bestand, deren beiden Sieger den Meister ermittelten.

### Ligaphase

#### Tabelle
| Pl. | Verein                 | Sp. | S  | U | N  | Tore    | Diff. | Punkte |
| --- | ---------------------- | --- | -- | - | -- | ------- | ----- | ------ |
| 1.  | La Equidad             | 18  | 10 | 5 | 3  | 025:130 | +12   | 35     |
| 2.  | Boyacá Chicó           | 18  | 9  | 5 | 4  | 030:190 | +11   | 32     |
| 3.  | Santa Fe               | 18  | 9  | 4 | 5  | 025:180 | +7    | 31     |
| 4.  | Independiente Medellín | 18  | 8  | 5 | 5  | 026:140 | +12   | 29     |
| 5.  | Envigado FC (N)        | 18  | 8  | 4 | 6  | 020:200 | ±0    | 28     |
| 6.  | Deportivo Cali         | 18  | 7  | 6 | 5  | 019:210 | −2    | 27     |
| 7.  | América de Cali        | 18  | 8  | 2 | 8  | 034:280 | +6    | 26     |
| 8.  | Deportes Quindío       | 18  | 6  | 7 | 5  | 025:220 | +3    | 25     |
| 9.  | Cúcuta Deportivo       | 18  | 7  | 4 | 7  | 020:170 | +3    | 25     |
| 10. | Atlético Bucaramanga   | 18  | 8  | 1 | 9  | 020:240 | −4    | 25     |
| 11. | Millonarios            | 18  | 6  | 6 | 6  | 023:230 | ±0    | 24     |
| 12. | Junior                 | 18  | 7  | 3 | 8  | 021:230 | −2    | 24     |
| 13. | Atlético Huila         | 18  | 5  | 8 | 5  | 025:250 | ±0    | 23     |
| 14. | Atlético Nacional (M)  | 18  | 7  | 1 | 10 | 016:190 | −3    | 22     |
| 15. | Once Caldas            | 18  | 5  | 4 | 9  | 020:280 | −8    | 19     |
| 16. | Deportivo Pasto        | 18  | 5  | 4 | 9  | 015:240 | −9    | 19     |
| 17. | Deportivo Pereira      | 18  | 5  | 4 | 9  | 021:330 | −12   | 19     |
| 18. | Deportes Tolima        | 18  | 4  | 3 | 11 | 021:350 | −14   | 15     |

| (M) | Meister Finalización 2007: Atlético Nacional             |
| (N) | Aufsteiger aus der Categoría Primera B 2007: Envigado FC |

### Gruppenphase

#### Gruppe A
| Pl. | Verein          | Sp. | S | U | N | Tore    | Diff. | Punkte |
| --- | --------------- | --- | - | - | - | ------- | ----- | ------ |
| 1.  | América de Cali | 6   | 4 | 1 | 1 | 011:400 | +7    | 13     |
| 2.  | Envigado FC     | 6   | 2 | 2 | 2 | 010:110 | −1    | 08     |
| 3.  | Santa Fe        | 6   | 2 | 1 | 3 | 006:800 | −2    | 07     |
| 4.  | La Equidad      | 6   | 1 | 2 | 3 | 004:800 | −4    | 05     |

#### Gruppe B
| Pl. | Verein                 | Sp. | S | U | N | Tore    | Diff. | Punkte |
| --- | ---------------------- | --- | - | - | - | ------- | ----- | ------ |
| 1.  | Boyacá Chicó           | 6   | 2 | 4 | 0 | 009:700 | +2    | 10     |
| 2.  | Independiente Medellín | 6   | 2 | 3 | 1 | 010:400 | +6    | 09     |
| 3.  | Deportes Quindío       | 6   | 1 | 3 | 2 | 005:600 | −1    | 06     |
| 4.  | Deportivo Cali         | 6   | 1 | 2 | 3 | 006:130 | −7    | 05     |

### Finale
| Datum                                         |                 | Ergebnis        |                 | Ort   |
| --------------------------------------------- | --------------- | --------------- | --------------- | ----- |
| 02.07.2008                                    | América de Cali | 1:1             | Boyacá Chicó    | Cali  |
| 06.07.2008                                    | Boyacá Chicó    | 1:1             | América de Cali | Tunja |
| Gesamt:                                       | América de Cali | 2:2 (2:4 i. E.) | Boyacá Chicó    |       |
| damit wurde Boyacá Chicó Meister der Apertura |                 |                 |                 |       |

### Torschützenliste
Bei gleicher Anzahl von Treffern sind die Spieler alphabetisch geordnet.
| Pl. | Spieler         | Mannschaft      | Tore |
| --- | --------------- | --------------- | ---- |
| 1.  | Miguel Caneo    | Boyacá Chicó    | 13   |
| 1.  | Iván Velásquez  | Once Caldas     | 13   |
| 3.  | Luis Tejada     | América de Cali | 12   |
| 4.  | Giovanni Moreno | Envigado FC     | 10   |
| 4.  | Léider Preciado | Santa Fe        | 10   |
| 4.  | Carlos Rentería | Atlético Huila  | 10   |

## Finalización
In der ersten Phase spielten alle 18 Mannschaften im Ligamodus einmal gegeneinander, zusätzlich gab es einen Spieltag mit Clásicos, an dem Spiele mit Derby-Charakter ausgetragen wurden. Die ersten acht Mannschaften qualifizierten sich für zwei Halbfinal-Gruppen. In der zweiten Phase spielten in zwei Gruppen jeweils vier Mannschaften mit Hin- und Rückspielen zwei Finalteilnehmer aus, die den Meister ermittelten.

### Ligaphase

#### Tabelle
| Pl. | Verein                 | Sp. | S  | U | N  | Tore    | Diff. | Punkte |
| --- | ---------------------- | --- | -- | - | -- | ------- | ----- | ------ |
| 1.  | Deportes Tolima        | 18  | 10 | 3 | 5  | 022:160 | +6    | 33     |
| 2.  | Junior                 | 18  | 10 | 1 | 7  | 027:190 | +8    | 31     |
| 3.  | Atlético Nacional      | 18  | 9  | 3 | 6  | 020:190 | +1    | 30     |
| 4.  | América de Cali        | 18  | 8  | 5 | 5  | 025:170 | +8    | 29     |
| 5.  | Independiente Medellín | 18  | 9  | 2 | 7  | 024:190 | +5    | 29     |
| 6.  | Deportivo Pereira      | 18  | 8  | 5 | 5  | 023:200 | +3    | 29     |
| 7.  | La Equidad             | 18  | 8  | 5 | 5  | 018:160 | +2    | 29     |
| 8.  | Deportivo Cali         | 18  | 9  | 1 | 8  | 030:210 | +9    | 28     |
| 9.  | Millonarios            | 18  | 8  | 4 | 6  | 026:180 | +8    | 28     |
| 10. | Once Caldas            | 18  | 7  | 6 | 5  | 020:200 | ±0    | 27     |
| 11. | Santa Fe               | 18  | 7  | 5 | 6  | 018:150 | +3    | 26     |
| 12. | Envigado FC (N)        | 18  | 5  | 6 | 7  | 019:190 | ±0    | 21     |
| 13. | Deportes Quindío       | 18  | 5  | 6 | 7  | 016:220 | −6    | 21     |
| 14. | Boyacá Chicó (M)       | 18  | 6  | 2 | 10 | 017:240 | −7    | 20     |
| 15. | Atlético Bucaramanga   | 18  | 4  | 8 | 6  | 013:230 | −10   | 20     |
| 16. | Deportivo Pasto        | 18  | 3  | 7 | 8  | 009:170 | −8    | 16     |
| 17. | Atlético Huila         | 18  | 3  | 6 | 9  | 017:260 | −9    | 15     |
| 18. | Cúcuta Deportivo       | 18  | 4  | 3 | 11 | 009:220 | −13   | 15     |

| (M) | Meister Apertura 2008: Boyacá Chicó                      |
| (N) | Aufsteiger aus der Categoría Primera B 2007: Envigado FC |

### Gruppenphase

#### Gruppe A
| Pl. | Verein                 | Sp. | S | U | N | Tore    | Diff. | Punkte |
| --- | ---------------------- | --- | - | - | - | ------- | ----- | ------ |
| 1.  | Independiente Medellín | 6   | 3 | 2 | 1 | 008:800 | ±0    | 11     |
| 2.  | Deportes Tolima        | 6   | 3 | 1 | 2 | 011:900 | +2    | 10     |
| 3.  | La Equidad             | 6   | 2 | 1 | 3 | 010:800 | +2    | 07     |
| 4.  | Atlético Nacional      | 6   | 0 | 4 | 2 | 004:800 | −4    | 04     |

#### Gruppe B
| Pl. | Verein            | Sp. | S | U | N | Tore    | Diff. | Punkte |
| --- | ----------------- | --- | - | - | - | ------- | ----- | ------ |
| 1.  | América de Cali   | 6   | 3 | 2 | 1 | 010:600 | +4    | 11     |
| 2.  | Deportivo Pereira | 6   | 3 | 0 | 3 | 009:130 | −4    | 09     |
| 3.  | Junior            | 6   | 2 | 1 | 3 | 009:800 | +1    | 07     |
| 4.  | Deportivo Cali    | 6   | 2 | 1 | 3 | 008:900 | −1    | 07     |

### Finale
| Datum                                                |                        | Ergebnis  |                        | Ort      |
| ---------------------------------------------------- | ---------------------- | --------- | ---------------------- | -------- |
| 17.12.2008                                           | Independiente Medellín | 0:1 (0:0) | América de Cali        | Medellín |
| 21.12.2008                                           | América de Cali        | 3:1 (1:1) | Independiente Medellín | Cali     |
| Gesamt:                                              | Independiente Medellín | 1:4       | América de Cali        |          |
| damit wurde América de Cali Meister der Finalización |                        |           |                        |          |

### Torschützenliste
Bei gleicher Anzahl von Treffern sind die Spieler alphabetisch geordnet.
| Pl. | Spieler           | Mannschaft             | Tore |
| --- | ----------------- | ---------------------- | ---- |
| 1.  | Fredy Montero     | Deportivo Cali         | 16   |
| 2.  | Darwin Quintero   | Deportivo Pereira      | 13   |
| 3.  | Adrián Ramos      | América de Cali        | 12   |
| 4.  | Teófilo Gutiérrez | Junior                 | 11   |
| 4.  | Milton Rodríguez  | Millonarios            | 11   |
| 6.  | Jackson Martínez  | Independiente Medellín | 10   |

## Gesamttabelle
Für die Reclasificación wurden alle Spiele der Spielzeit 2008 sowohl der Ligaphase als auch der Finalrunde zusammengezählt, um die weiteren Teilnehmer neben den jeweiligen Meistern der Halbserien an den kontinentalen Wettbewerben zu ermitteln.
| Pl. | Verein                 | Sp. | S  | U  | N  | Tore    | Diff. | Punkte |
| --- | ---------------------- | --- | -- | -- | -- | ------- | ----- | ------ |
| 1.  | América de Cali        | 52  | 25 | 12 | 15 | 086:580 | +28   | 87     |
| 2.  | Independiente Medellín | 50  | 22 | 12 | 16 | 069:490 | +20   | 78     |
| 3.  | La Equidad             | 48  | 21 | 13 | 14 | 057:450 | +12   | 76     |
| 4.  | Deportivo Cali         | 48  | 19 | 10 | 19 | 063:640 | −1    | 67     |
| 5.  | Santa Fe               | 42  | 18 | 10 | 14 | 049:410 | +8    | 64     |
| 6.  | Boyacá Chicó           | 44  | 17 | 13 | 14 | 058:520 | +6    | 64     |
| 7.  | Junior                 | 42  | 19 | 5  | 18 | 057:500 | +7    | 62     |
| 8.  | Deportes Tolima        | 42  | 17 | 7  | 18 | 054:500 | +4    | 58     |
| 9.  | Envigado FC            | 42  | 15 | 12 | 15 | 047:480 | −1    | 57     |
| 10. | Deportivo Pereira      | 42  | 16 | 9  | 17 | 053:660 | −13   | 57     |
| 11. | Atlético Nacional      | 42  | 16 | 8  | 18 | 040:460 | −6    | 56     |
| 12. | Millonarios            | 36  | 14 | 10 | 12 | 049:410 | +8    | 52     |
| 13. | Deportes Quindío       | 42  | 12 | 16 | 14 | 046:500 | −4    | 52     |
| 14. | Once Caldas            | 36  | 12 | 10 | 14 | 040:480 | −8    | 46     |
| 15. | Atlético Bucaramanga   | 36  | 12 | 9  | 15 | 033:470 | −14   | 45     |
| 16. | Cúcuta Deportivo       | 36  | 11 | 7  | 18 | 029:390 | −10   | 40     |
| 17. | Atlético Huila         | 36  | 8  | 14 | 14 | 042:510 | −9    | 38     |
| 18. | Deportivo Pasto        | 36  | 8  | 11 | 17 | 024:410 | −17   | 35     |

## Abstiegstabelle
Für die Abstiegstabelle werden die Hin- und Rückserien der Jahre 2006, 2007 und 2008 zusammengezählt. Dabei wird die Gesamtpunktzahl durch die Anzahl der in der Ligaphase gespielten Spiele geteilt und hochgerechnet. Direkter Absteiger war Atlético Bucaramanga, während Envigado FC die Relegation gegen den Zweiten der Categoría Primera B, Deportivo Rionegro, spielen musste.
| Pl. | Verein                 | Sp. | T   | GT  | Diff. | Pkt. | Prom. |
| --- | ---------------------- | --- | --- | --- | ----- | ---- | ----- |
| 18. | Atlético Bucaramanga   | 108 | 115 | 151 | −36   | 126  | 1.167 |
| 17. | Envigado FC            | 108 | 118 | 132 | −14   | 128  | 1.185 |
| 16. | Deportivo Pereira      | 108 | 116 | 138 | −22   | 131  | 1.213 |
| 15. | Junior                 | 108 | 128 | 154 | −26   | 133  | 1.231 |
| 14. | Atlético Huila         | 108 | 125 | 151 | −26   | 134  | 1.241 |
| 13. | Santa Fe               | 108 | 140 | 146 | 0-6   | 143  | 1.324 |
| 12. | La Equidad             | 108 | 122 | 122 | 0     | 143  | 1.324 |
| 11. | Deportes Quindío       | 108 | 126 | 135 | 0-9   | 144  | 1.333 |
| 10. | Deportivo Pasto        | 108 | 122 | 114 | 0+8   | 145  | 1.343 |
| 9.  | América de Cali        | 108 | 147 | 153 | 0-6   | 148  | 1.370 |
| 8.  | Once Caldas            | 108 | 141 | 141 | 0     | 149  | 1.349 |
| 7.  | Millonarios            | 108 | 143 | 128 | +15   | 157  | 1.454 |
| 6.  | Independiente Medellín | 108 | 149 | 139 | +10   | 158  | 1.463 |
| 5.  | Deportivo Cali         | 108 | 143 | 120 | +23   | 160  | 1.481 |
| 4.  | Boyacá Chicó           | 108 | 128 | 114 | +14   | 161  | 1.491 |
| 3.  | Deportes Tolima        | 108 | 162 | 134 | +28   | 167  | 1.546 |
| 2.  | Cúcuta Deportivo       | 108 | 138 | 107 | +31   | 173  | 1.602 |
| 1.  | Atlético Nacional      | 108 | 143 | 104 | +39   | 183  | 1.694 |

### Relegation
| Datum      |                    | Ergebnis |                    | Ort      |
| ---------- | ------------------ | -------- | ------------------ | -------- |
| 06.12.2008 | Deportivo Rionegro | 0:1      | Envigado FC        | Rionegro |
| 13.12.2008 | Envigado FC        | 2:1      | Deportivo Rionegro | Envigado |
| Gesamt:    | Deportivo Rionegro | 1:3      | Envigado FC        |          |

Envigado FC gewann beide Spiele gegen Deportivo Rionegro und blieb somit in der ersten Liga